# Европско првенство у ватерполу за жене 2026.
21. Европско првенство у ватерполу за жене одржаће се у Србији, у Београду.
Титулу ће бранити репрезентација Холандије.

## Градови домаћини
| Београдска арена                                           |
| Капацитет: 18.386                                          |
| Venue for the 2026 Men's European Water Polo Championships |

## Квалификације
| Начин квалификовања                          | Датум                 | Домаћин   | Бр. екипа | Квалификован                                                                               |
| -------------------------------------------- | --------------------- | --------- | --------- | ------------------------------------------------------------------------------------------ |
| Домаћин                                      | —                     | —         | 1         | Србија                                                                                     |
| Европско првенство у ватерполу за жене 2024. | 5. — 13. јануар 2024. | Ајндховен | 8         | Холандија · Шпанија · Грчка · Италија · Мађарска · Француска · Велика Британија · Хрватска |
| Квалификације                                |                       | Разно     | 7         |                                                                                            |